# Isthme de Darwin

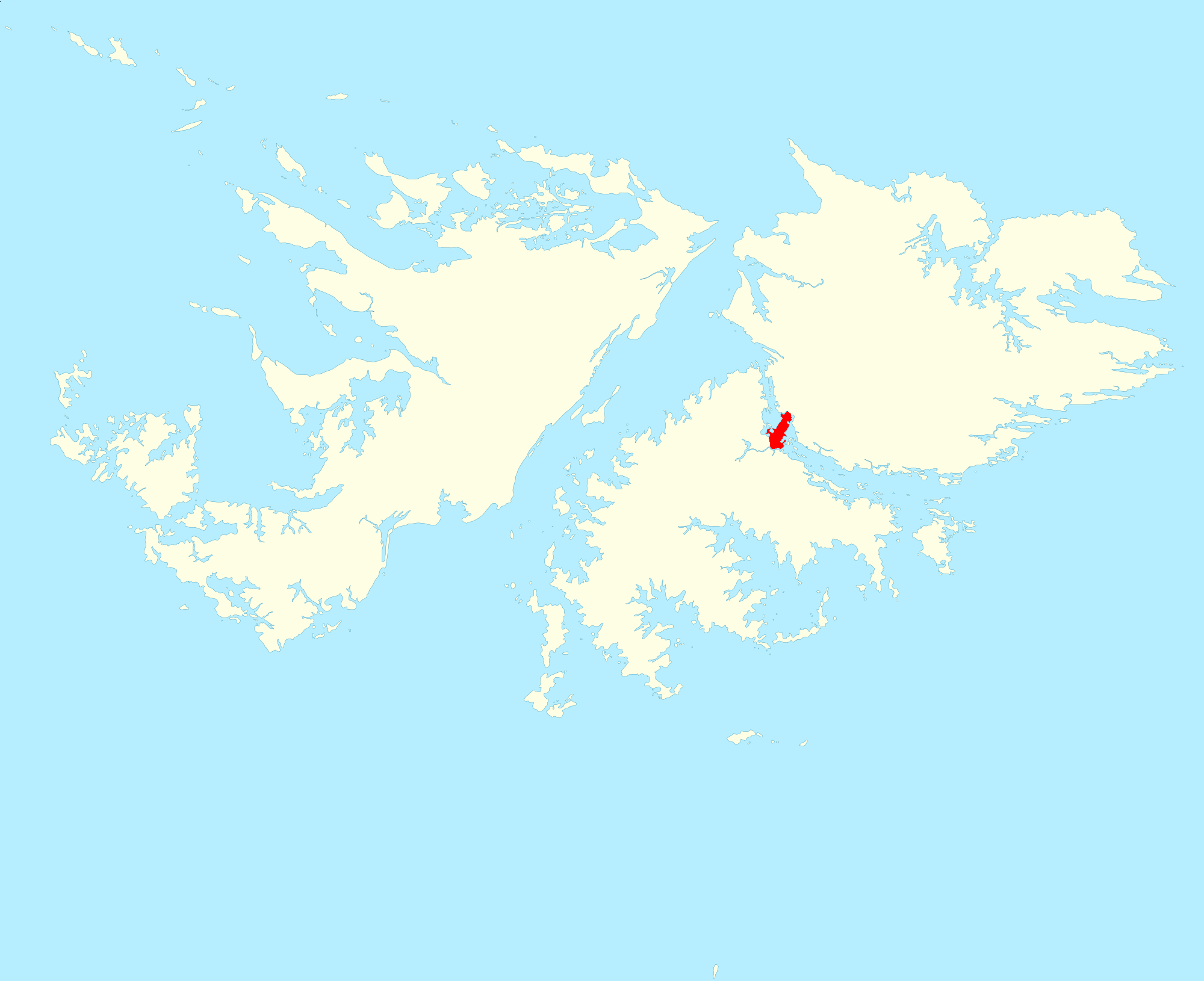
Localisation de l'isthme sur l'archipel des Malouines.

L’isthme de Darwin est un isthme reliant la partie nord à la partie sud (Lafonia) de l'île de Malouine orientale (en anglais : East Falkland, en espagnol : isla Soledad), dans l'archipel des îles Malouines. 
L'isthme est entouré à l'est par le détroit de Choiseul et à l'ouest par la baie de Ruiz Puente,.

## Caractéristiques

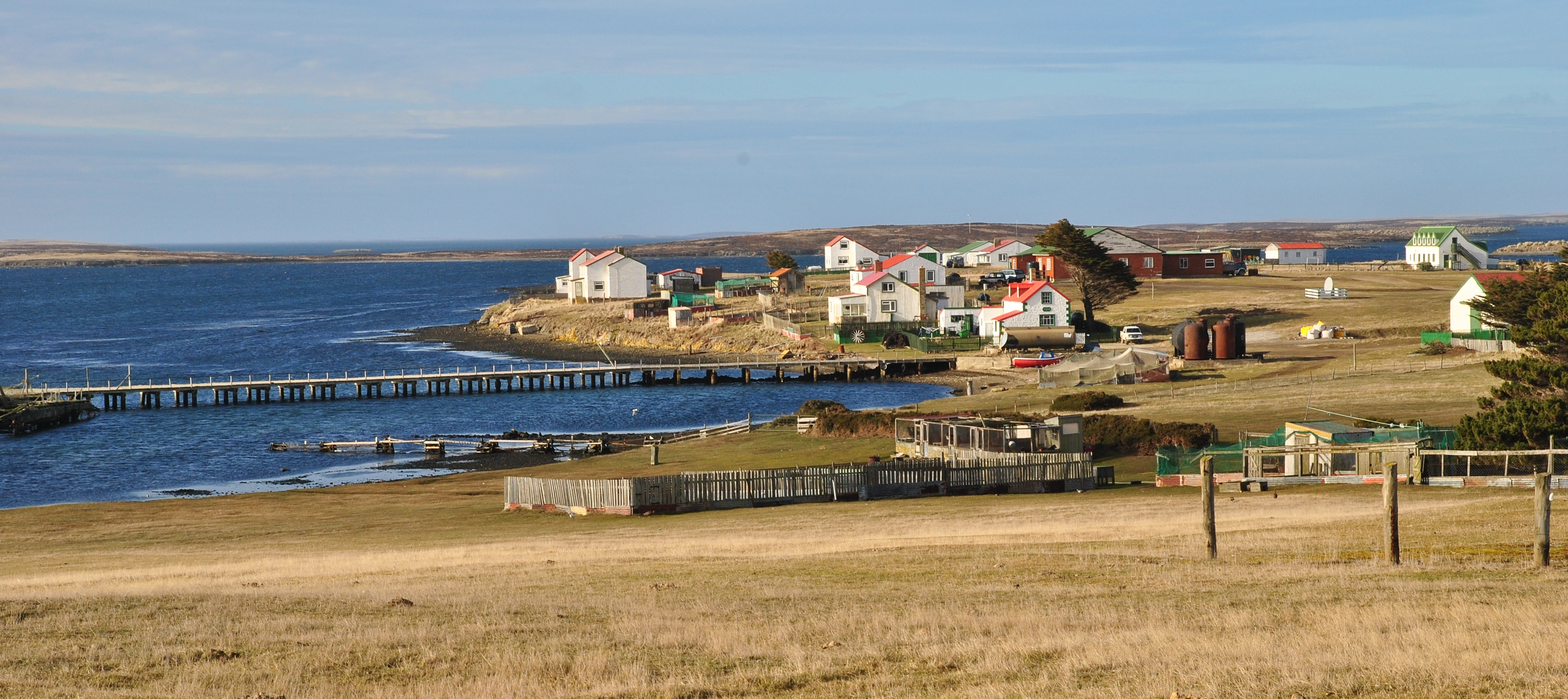
Goose Green (en Pradera del Ganso).

Au nord, sur la côte orientale de l'isthme, se trouve Port Darwin, alors que sur la même côte, au centre de l'isthme est situé l’établissement de Goose Green (en espagnol : Pradera del Ganso), la population totale de ces deux localités en fait la deuxième zone la plus peuplée de l'île, après Port Stanley. Entre ces deux localités se trouve l'école de l'isthme, près d'une petite baie sur la côte. Un chemin de terre traverse l'isthme dans sa longueur, reliant la région sud de Lafonia avec la partie nord de l'île. Ce chemin continue vers le nord et passe devant une maison connue sous le nom de Burntside House (ou, dans la toponymie argentine : Casa Quemada ou Casa del Costado Quemado), qui était à l'entrée de l'isthme côté d'une lagune. Le chemin mentionné précédemment reliant les localités de San Carlos et de Puerto San Carlos.
Sur l'isthme, le sol présente de petites élévations, telles que la colline Darwin (Darwin Hill) située à proximité de la localité du même nom, et la colline Boca, située près d'enclos de pierre construits par gauchos argentins au XIXe siècle, abandonnés et surnommés Boca House. Ce dernier point est situé pratiquement sur la côte occidentale de l'isthme. Au sud-est de l'isthme se trouve la rivière Bodie
Les habitants de l'île confèrent une plus grande importance à Port Darwin, si bien qu'ils ont donné le nom de la localité à l'isthme. Les Argentins s'en rendirent compte pendant la guerre des Malouines (1982) et supposèrent que la raison pour cela était que le gérant de la Falkland Islands Company, l'entreprise monopolistique propriétaire de la plus grande partie des terres de l'île et administrant la majorité des commerces de l'île, habitait Port Darwin,.